# Jesusa Rodríguez
Laura María de Jesús Rodríguez Ramírez (Ciudad de México, 3 de noviembre de 1955), conocida como Jesusa Rodríguez, es una activista, directora de teatro, actriz, artista de performance, profesora y funcionaria mexicana, miembro del partido Morena. Se desempeñó como senadora de la República de 2018 a 2021 como suplente de Olga Sánchez Cordero.

## Biografía

### Primeros estudios
Entre 1971 y 1973 estudió en el Centro Universitario de Teatro. Fue alumna del director Julio Castillo, cuyo trabajo marcó su carrera.

Cuando era niña, me dijeron que era autista. Entendí «artista» y por eso dediqué mi vida a esto.
Jesusa Rodríguez, en Taylor y Costantino: Holy terrors: latin american women perform, 2003.

### Grupo Sombras Blancas
Formó parte del grupo Sombras Blancas dirigido por Julio Castillo, con el cual montó varias obras, como Arde Pinocho o  Vacío (1980). Realizó las escenografías de Arde Pinocho y de Qué formidable burdel, de Eugène Ionesco, también dirigidas por Castillo.

### Liliana Felipe
En 1979, conoció a su pareja, la cantante y actriz argentina Liliana Felipe. Ambas montaron el cabaret "El Fracaso", en la Plaza de la Conchita en Coyoacán. En 1980, alquilaron el antiguo Teatro de la Capilla, fundado por el poeta y dramaturgo Salvador Novo. Para remodelarlo, decidieron abrir un bar teatro, El Hábito, para que generara el dinero que ayudara a la reconstrucción del teatro, que se convirtió en un laboratorio de teatro experimental y un espacio alternativo de performances, referente de la escena mexicana durante quince años. Allí regresaron al escenario artistas de gran renombre como Las Hermanas Águila, Enrique Alonso “Cachirulo” o  la cantante Chavela Vargas.

### El Hábito
En el teatro bar El Hábito actuó, escribió y dirigió más de 300 espectáculos en catorce años (1990-2004).

### Acción política
En 1994 en la Convención Nacional Democrática convocada por el movimiento zapatista al que apoyó en espectáculos de farsa política dirigidos por ella en el Bar El Hábito, como "Los Supermachos 94". Fue también entusiasta partidaria de la candidatura de Cuauhtémoc Cárdenas Solórzano a la presidencia. Desde el desafuero contra Andrés Manuel López Obrador, trabajó públicamente en las tres campañas presidenciales, para quien fungió como maestra de ceremonias. En el 2006, a partir de las elecciones presidenciales mexicanas ―que incluyeron un escándalo por un presunto fraude―, Rodríguez y Liliana Felipe impulsaron el Movimiento de Resistencia Civil Pacífica. En el año 2009, representó al científico británico ateo Charles Darwin, en su obra Diálogos entre Darwin y Dios (Cecut Multimedia). Rodríguez también contribuyó regularmente en la revista feminista más importante de México, Debate Feminista.
En 2018 organizó la ceremonia del Zócalo en la que Andrés Manuel López Obrador recibió el "bastón de mando" de los pueblos indígena y afrodescendiente.

## Obras
En 1983, su montaje Donna Giovanni ―una adaptación del Don Giovanni, de Wolfgang Amadeus Mozart y de Lorenzo da Ponte, con un reparto exclusivamente femenino, causó mucha polémica en su país, y después se presentó durante 5 años en diversos países de Europa así como en los Estados Unidos, hasta llegar al Palacio de  Bellas Artes en México, para el aniversario 200 de esta obra maestra de la ópera bufa.
En 1988, dirigió y protagonizó El concilio de amor (del escritor alemán Óskar Panizza), que presentó en varios países europeos y en Norteamérica y por el que recibió el premio a la mejor actriz ―en 1989―, otorgado por el Festival de las Américas (Montreal). En 1990, recibió una beca Guggenheim.
En la obra "Coatlicue" (1993), Rodríguez transformó una estatua prehispánica de la Sala Mexica [azteca] del Museo Nacional de Antropología de su país en un ser animado (la verdadera madre de los mexicanos), que se candidatea para la presidencia de México. Mediante el uso de un ícono femenino indígena confinado en un museo, la artista parodia la actitud de los políticos oficiales mexicanos frente a los problemas de su país. Coatlicue les pide a sus hijos que no la olviden, y se queja de no tener un automóvil especial (un «mama-móvil») o una grúa para besar el piso del aeropuerto, como el Papa.
Entre 1994 y 1997, recibió la beca Arts and Humanities de la Fundación Rockefeller. Jesusa Rodríguez y Liliana Felipe realizaron juntas una gira de cinco años por Europa con su versión lésbica del emblemático Don Juan, de Mozart. Junto con Liliana,  Jesusa ha escrito la letra de múltiples canciones. En 1996, dirigió la versión en video de la ópera Cosí fan tutte, de Mozart y Lorenzo Da Ponte. En 1997, realizó una versión para ópera de cámara del «Primero sueño», poema de Sor Juana Inés de la Cruz.
En 1998, presentó en la Ciudad de México la obra Las Horas de Belén. Entre el 25 de mayo y el 30 de noviembre de 1999, Rodríguez presentó la obra en teatros off Broadway, junto a Ruth Maleczech con el grupo Mabou Mines. Por esa actuación, ganó un premio Obie al «mejor actor». Al año siguiente (2000), presentó la obra en el Teatro Brava!, de San Francisco, California. También en el 2000, presentó El fuego de José Ramón Enríquez, Prometeo sifilítico, de Renato Leduc, adaptado a su vez de la tragedia Prometeo encadenado, de Esquilo.
En el 2000, recibió, junto a Liliana Felipe, el Obie Award, otorgado por el diario Village Voice, en Nueva York. Entre 2001 y 2004, impartió 17 talleres de Empoderamiento para Mujeres Indígenas y Campesinas y 4 talleres de Renovación de la Masculinidad para hombres indígenas y campesinos en 18 estados de su país. Dirigió y actuó la pastorela El reino de la Interpelandia, de Jaime Avilés. Recibió el premio Julio Bracho, de la Unión de Críticos y Cronistas de Teatro de México, por Atracciones Fénix, como «mejor obra de teatro de búsqueda».
En el 2003, en el bar El Hábito, que siguió dirigiendo hasta el 2004, Rodríguez fundó la Iglesia del Intermedio. A partir del 2005 Rodríguez se dedica a proyectos independientes.

#### Estilo y géneros
Sus espectáculos no necesariamente se adhieren a la clasificación tradicional de género: pueden reflejar estilos de élite o populares, provenir de la tragedia griega, el cabaret, mitos precolombinos, las tradiciones operísticas y tomar la forma de una revista, un sketch, una carpa o una performance de arte político.

### Feminismo y comunidad lésbico-gay
Otros famosos íconos femeninos recreados por Rodríguez en sus shows incluyen a Frida Kahlo (en Trece señoritas, de 1983), La Malinche (traductora del conquistador Hernán Cortés)― y los marines estadounidenses) y la monja Sor Juana Inés de la Cruz (Sor Juana en Almoloya, de 1995), a quien Rodríguez imagina como encarcelada en el penal de Almoloya, que antiguamente había sido una prisión de readaptación (un reformatorio para las personas acusadas de delitos no violentos, que en el 2001 fue rebautizada como Las Palmas). Jesusa ha representado a Sor Juana en muchas manifestaciones políticas y como parte de las Marchas del Orgullo Gay. En estos casos particulares, Rodríguez ha representado su versión de la historia de México, «revisando y poniendo de relieve las sexualidades disidentes de estas mujeres, que han sido ocultadas o estratégicamente olvidadas por la cultura oficial».

## Actividad docente
Es profesora en la Universidad de Guanajuato, donde enseña teatro y da cursos de resistencia popular y pacífica.

## Lista de obras
- 1980: ¿Cómo va la noche, Macbeth?, adaptación de William Shakespeare.
- 1983: Trece señoritas, donde representó a Frida Kahlo.
- 1983: Donna Giovanni, adaptación de Mozart y Da Ponte.
- 1986: Atracciones Fénix a partir de diferentes óperas de Mozart. Se estrenó en Viena, Austria.
- 1988: El concilio de amor, de Óskar Panizza.
- 1987: Donna Giovanni[16]
- 1989: Yourcenar o cada quien su Marguerite
- 1989: Crimen
- 1991: Ensalada León Felipe (video)[16]
- 1992: Cabaret prehispánico: cielo de abajo (video)[16]
- 1993: Coatlicue
- 1995: Sor Juana en Almoloya, donde representó a la monja Sor Juana Inés de la Cruz.
- 1998: El derecho de abortar (video)[16]
- 2000: Macbeth, de William Shakespeare.
- 2001: La soldadera autógena (video)[16]
- 2002: Big Mother: El Gran Desmadre[16]
- 2003: Trucho (video)[16]
- 2004: Cabaret prehispánico at the Guggenheim[16]
- 2007: Primero sueño (video)[16]
- 2011: puesta en escena de Las cartas de Frida, de Marcela Rodríguez.[17]
- 2014: Apoidea, breve ópera hexagonal (ópera)[18] y[19]

## Vida privada y familiar
Es hermana de la sexóloga Gabriela Rodríguez Ramírez y de la compositora Marcela Rodríguez Ramírez.
El 3 de agosto del 2007, Rodríguez se casó con su pareja Liliana Felipe, tras 28 años de convivencia, y fue una de las primeras cuatro parejas del mismo sexo que se casaron en la Ciudad de México. Desde 2011, ambas viven en la localidad mexicana de San Miguel de Allende (Guanajuato).